# Fartygsregistret i Sverige
Fartygsregistret i Sverige är ett i lag föreskrivet register avsett att tillhandahålla uppgifter om verksamheter som staten ansvarar för och för att visa förvärv och avyttring av fartyg samt kreditgivning och försäkringsgivning.
Registret förs av Transportstyrelsen som är registermyndighet. Transportstyrelsen har personuppgiftsansvar enligt PUL. Registret ska innehålla en skeppsdel, en skeppsbyggnadsdel och en båtdel.
Skepp definieras i Sjölagen som fartyg vars skrov har en största längd som överstiger 24 meter. Annat fartyg kallas båt. Ett fartyg skall anses som svenskt och vara berättigat att föra svensk flagg, om det till mer än hälften ägs av svenska medborgare eller svenska juridiska personer. Ett svenskt skepp ska vara infört i skeppsregistret.

## Om skeppsdelen
Ett skepp som förs in i fartygsregistrets skeppsdel skall ha ett namn. Namnet bestäms av ägaren. Namnet får ändras endast om skeppet eller större andel i skeppet än hälften övergår till en ny ägare. Ett svenskt fartyg skall ha en hemort (registreringshamn) i Sverige. Ägaren bestämmer hemorten, som inte behöver vara någon ort där fartyget normalt eller ens någonsin uppehåller sig.
Ägaren har skyldighet att anmäla ett skepp för registrering. Ett registret skepp ska avregistreras om det förolyckats, huggits upp, förstörts, försvunnit eller övergetts.

### Verkan av registrering
Trots att registrering eller inskrivning har skett får prövas om den registrerade egendomen är av det slag som förutsätts för åtgärden. 
Fråga om ett förvärv, som ligger till grund för inskrivning eller avregistrering, är ogiltigt eller inte kan göras gällande eller om inskrivningen eller avregistreringen av annat skäl kränker någons rätt, får prövas trots att åtgärden vidtagits.
Talan om bättre rätt till ett skepp eller skeppsbygge kan med laga verkan riktas mot den som senast beviljats eller sökt inskrivning för sitt förvärv, även om denne före talans väckande överlåtit egendomen till någon annan.
Införing i fartygsregistrets skeppsdel skall, efter utgången av den inskrivningsdag då ärendet om införingen togs upp, anses känd för var och en vars rätt till skepp beror av god tro om en omständighet som införingen avser.

## Om skeppsbyggnadsdelen
Varje skeppsbygge ska redovisas särskilt. Bestämmelserna är i huvudsak desamma som gäller för skeppsdelen.

## Om båtdelen
Varje båt ska redovisas särskilt. Båtens namn ska antecknas om ägaren vill ha detta antecknat.
Enligt lagen (1979:377) om registrering av båtar för yrkesmässig sjöfart m.m. ska båt som används yrkesmässigt om båtens skrov har en längd av minst fem meter införas i båtdelen. Båt som är registrerad kan avregistreras.

## Gemensamma bestämmelser

### Överklagande av beslut
Den som vill överklaga ett beslut av registermyndigheten ska göra det skriftligen. Skrivelsen skall ges in till registermyndigheten. Om överklagandet avser ett slutligt beslut, ska skrivelsen ha kommit in till registermyndigheten inom tre veckor från den dag en underrättelse eller ett bevis om beslutet hölls tillgängligt för sökanden. Skrivelsen får dock alltid ges in inom fyra veckor från den inskrivningsdag då beslutet meddelades. Överklagandeskriften bör vara ställd till Stockholms tingsrätt.

### Bevis om beslut
Registermyndigheten ska utfärda bevis på fattade beslut som införts i registret.

### Pantbrev
Pantbrev på grund av inteckning i skepp eller skeppsbygge utfärdas av registermyndigheten. I avdelningen för identifieringsuppgifter får införas uppgifter om anropssignal som tilldelats skepp, skeppsbygge eller båt.

### Nationalitetshandlingar
På grundval av registrering utfärdar registermyndigheten nationalitetscertifikat för skepp. Nationalitetscertifikatet skall innehålla uppgift om skeppets
1. namn,
2. registerbeteckning,
3. hemort,
4. byggnadsår,
5. brutto- och nettodräktighet,
6. största längd och största bredd.[21]

### Underrättelser till myndigheter
Transportstyrelsen ska fortlöpande underrätta Trafikanalys, Tullverket, Kustbevakningen, Post- och telestyrelsen samt Havs- och vattenmyndigheten om ändringar i registrets innehåll med avseende på uppgifter om fartyg eller bygge, registreringsförhållanden, äganderättsförhållanden samt huvudredare.

### Rätt till tillträde till båt
Kustbevakningen, Tullverket och polismyndigheterna biträder registermyndigheten med att vaka över att bestämmelser i lag eller annan författning om båtregistrering och båtidentifiering följs. De angivna myndigheterna har, liksom registermyndigheten, för detta ändamål rätt till tillträde till båt. Jämför med husrannsakan.

### Skeppslista
Transportstyrelsen ger ut Sveriges skeppslista, som ska omfatta registrerade skepp, oregistrerade skepp vars namn har förts in i registret och inskrivna förbehåll om skeppsnamn. 
Registreringspliktiga båtar tas också upp i skeppslistan.
För varje registrerat skepp och varje båt i skeppslistan anges registerbeteckning, namn, art, hemort, byggnadsår och byggnadsland, byggnadsmaterial, största längd och största bredd, brutto- och nettodräktighet, dödvikt, djupgående, maskineri, maskinstyrka, klassificeringsanstalt samt ägare eller huvudredare. Fiskeskepp och fiskebåtar redovisas särskilt. För dem anges också distriktsbeteckning och hemmahamn.

### Brott
Brott mot vissa bestämmelser kan medföra dagsböter eller böter.